# Sumber Mulya (Sungai Bahar)
Sumber Mulya is een bestuurslaag in het regentschap Muaro Jambi van de provincie Jambi, Indonesië. Sumber Mulya telt 737 inwoners (volkstelling 2010).